# 探偵チームKZ事件ノート
『探偵チームKZ事件ノート』（たんていチームカッズじけんノート）は、藤本ひとみ（原作）、住滝良（文）による日本の児童文学作品。イラストは駒形が担当。2011年より青い鳥文庫（講談社）から刊行されている。原作者、藤本ひとみが集英社のコバルト文庫にて刊行していたライトノベル作品「KZ少年少女ゼミナール」シリーズのリメイク及び続編作。児童文学ながらもサスペンス要素が強いのが特徴。その後、同じ講談社からKZシリーズの深層をえぐるディープなKZ、通称「KZ’D（KZ’ Deep File）」と、高校生になった上杉たちの心理を描く「 KZU（KZ Upper File）」が藤本ひとみ執筆で刊行された。スピンオフ作品には『妖精チームG事件ノート』（ようせいちーむジェニじけんのーと）が2014年より刊行。高校生となった「KZ」メンバーも登場する。関連作品として、『それは正義が許さない!』も2022年から刊行。2015年10月より10分枠の短編テレビアニメとして放送された。また、同じく青い鳥文庫(講談社)から「KZS(KZスケッチブック)」が刊行されており、これは『探偵チームKZ事件ノート』と主に同じ人物が登場している短編集となっている。2019年11月時点でシリーズの累計が200万部を突破している。

## ストーリー
進学塾・秀明ゼミナールに通う立花彩は、塾内でも選りすぐりのエリート集団「KZ（カッズ）」のメンバーと同じ特別クラスになる。初めは個性的なメンバーに戸惑っていたが、とある事件に遭遇し、その解決に乗り出すことで次第に絆を深めていき､「探偵チームKZ」を結成する。時にぶつかり合い、時に励まし合いながらも、それぞれの長所を活かし、様々な事件の解決に取り組んでいく。

## 登場人物

### 「探偵チームKZ」メンバー
立花 彩（たちばな あや）
声 - 巽悠衣子
誕生日︰11月3日　星座︰蠍座　身長：150cm 体重 : 40kg 血液型︰A型　好きな色︰菜の花色　性格︰一見おとなしく見えるが、怒らせると恐い。正義感と責任感が強く、たばこを吸っている未成年の不良に注意しに行くほど。(「バレンタインは知っている」より)
本作の主人公。小学6年生（第1巻時点）⇒中学1年生（第3巻以降）⇒高校1年生（妖精チームG）
国語のエキスパート。
非常に周りの目を気にしている引っ込み思案。さらに優秀な兄(裕樹)と可愛い妹(奈子)に挟まれている事にコンプレックスを抱いており、学校でも家庭でも孤立している。塾のクラスは受験B。
国語が得意だが、数学は赤点を取ることも。秀明塾ではその成績を見込まれて特別クラスに入り「KZ」メンバーと知り合う。そこで若武によって探偵チームに引っ張りこまれ、関わっていく内にメンバーのみんなと対等になりたいという思いを抱くようになり、女の子扱いされる事に憤ったり、時おりらしくない程に大胆な行動を起こす様になる位前向きに変わっていく。
当初は苗字で呼ばれていたが、チーム結成以降は黒木から名前をもじった「アーヤ」というニックネームを付けてもらう。七鬼忍は苗字で呼ぶときとあだ名で呼ぶときがある。（上杉和典もごくたまにあだ名で呼ぶときがある。）
「KZ」では主に情報整理と事件の記録係を担当。会計係もしている。中学は第三志望校だった浜田高校付属中学校に入学した。部活は文芸部。
若武 和臣（わかたけ かずおみ）
声 - 斉藤壮馬
誕生日：8月8日　星座：獅子座　血液型：A型　好きな色：緋色(ひいろ)　性格：目立ちたがり屋だが、強い責任感を持ち、リーダーシップを発揮する。
小学6年生（第1巻時点）⇒中学1年生（第3巻以降）⇒高校1年生（妖精チームG）
「探偵チームKZ」のリーダーであり、法律のエキスパート。
アーヤ、黒木、上杉、小塚とは同じ塾の特別クラスのクラスメートであり、黒木、上杉とはサッカーチームKZのチームメイト。クラスは三谷Aだが、ときには一番下のクラスにも満たない成績をとることもある。赤い上着がトレードマーク。「卵ハンバーグは知っている」では豚アレルギー持ちであることで事件は始まるが、最近はほぼ完治している様子。感情と成績の良し悪しが激しい事から「ウェーブの若武」と呼ばれ、このせいで中学受験をKZメンバーの中で唯一失敗してしまっている。
サッカーチームKZではエースストライカーを務め、自分のポジションには強い誇りとプライドを持っており、美門の介入によりポジション変更を余儀なくされた時は監督と揉めた末にチーム脱退を宣言した程。靭帯切断によりやむを得ず補欠チームへ降格になった時もチームと塾の脱退と「KZ」解散を宣言するほど荒れた。
危険な箇所にも平気で飛び込む破天荒な性格で目立ちたがり屋のため、いつも黒木達をヒヤヒヤさせている｡「KZ」の活動も道徳概念というよりは、世間から注目を浴びたいからやっているという節がある。しかし、正義感の強さは本物で、罪を反省しない卑劣な人間は何であろうと許さない。
人を励まそうとしてつい一言多くなったり心もとない言いかたをしてしまい、上杉やアーヤとはそれで喧嘩になる事もしばしば。アーヤが若武のみ呼び捨てなのはこれが原因である。だが、仲間の才能を見抜く事には長けており、それと持ち前の行動力と周りが「放っておけない」性格がメンバーを結束させる事にも繋がっている。
アーヤにしばしば「付き合おう」といっているがアーヤは毎回怒りながら断っている。
父親が弁護士で自宅はかなりの豪邸。そのため法律にはそれなりに詳しく「KZ」メンバーからは時々皮肉を込めて「若武先生」と呼ばれる。また、口八丁で相手を言いくるめたり失態を誤魔化したりすることから、裏では「詐欺師」とも言われている。現在父は母と弟とニューヨークに転勤しておりお手伝いさんの島崎さんが通っている。彼の自転車が何者かに盗まれた事が「探偵チームKZ」結成のきっかけとなる。
黒木 貴和（くろき たかかず）
声 - 寺島拓篤
誕生日： 8月15日　星座：獅子座　血液型：O型　好きな色：蠟色(ろいろ) 性格︰洞察力を持つ大人。自分の内面は人に見せないミステリアスな一面も。
小学6年生（第1巻時点）⇒中学1年生（第3巻以降）⇒高校1年生（妖精チームG）
対人関係のエキスパート。
アーヤ、若武、上杉、小塚とは塾の特別クラスののクラスメートであり,若武、上杉とはサッカーチームKZのチームメイト。その中でも上杉が一番仲がいい。成績は三谷Cに匹敵するが、欠席が多いためクラスは三谷Bにとどまっている。
メンバーの中では一番背が高く、大人びた雰囲気がある。好きな食べ物は生クリームとカスタードが入ったシュークリーム。女性には常に優しくする事を心がけている紳士的な性格。だが、若武やチームメイト達からは女性なら誰それと構わず声を掛けている事から「チャラい」と思われている。メンバー間の揉め事をいさめる仲裁役であり、実質「探偵チームKZ」のサブリーダーポジション。若武がリーダーを一時的にやめたときも、指名されたほどの実力。幼少期フランスに住んでいたという経験もあり、綺麗な発音でフランス語を話すことができる。国内外性別年齢問わず多くの「友人」がおり､「KZ」ではその幅広い人脈を生かして情報収集を担当する。常に周りを見ているので、相手のちょっとした心情や感情の変化を見抜くことが出来る。人との付き合い方に長けているマダムキラー。彩の母親のお気に入り。上杉とは特に旧知の仲らしく、彼が不調に陥った時は塾や「KZ」を投げうってまで側に付いていった。初対面からアーヤに気さくに接し、良き相談相手となる。
時おり見せる冷たい表情や「大事なものをたくさん失った」という発言から、かなり薄暗い過去を背負っている様子。その後、「桜坂は罪をかかえる」「いつの日か伝説になる」より、アメリカの病院で精子と卵子、代理母から生まれたデザイナーベビーである事が判明する。会話に時おり出てくる両親は養子縁組をした養父母である。また、「キーホルダーは知っている」にて妹の存在が明らかになるが、上述する養父母の子供なので血の繋がりはない。「学校の影ボスは知っている」の中でアーヤにシャーレの中で生まれたことを告白するも、それ以上踏み込んだ話はしなったためアーヤもよく分かっていない様子であった。ちなみに上杉はこのことをまだ知らない設定であったことから、時系列は「桜坂は罪をかかえる」「いつの日か伝説になる」より前であることがわかる。アーヤに何回か告白をしたことがあるが、断られている。
上杉 和典（うえすぎ かずのり）
声 - 西山宏太朗
誕生日︰2月1日 星座︰水瓶座 血液型︰AB型 好きな色︰プルシャンブルー 性格︰クールな理論派。信頼出来る相手は大切にする。
小学6年生（第1巻時点）⇒中学1年生（第3巻以降）⇒高校1年生（妖精チームG）
数学のエキスパート。
アーヤ、若武、黒木、小塚とは特別クラスのクラスメートであり、若武、黒木とはサッカーチームKZのチームメイト。クラスは三谷C。薄茶色の短髪に眼鏡をかけている。算数、数学が得意で「数の上杉」と呼ばれる。その優れた計算能力を生かし状況分析や判断力に長けた「KZ」の頭脳担当。
常に冷静沈着な理論派だが、どこか客観視してぶっきらぼうな言動が多く、頭に血が上りやすくてすぐカッとなるタイプである。そのため、若武の突拍子もない言動にイライラしてはキレて大喧嘩になる。その反面なかなか素直になれない性格で、無意識に周りを巻き込まないようにする行動をとる事がある。
若年性網膜症による視力低下により成績が落ちてしまい、手術の成功率が低いことから諦めかけていたが、黒木からの「俺だったらやる」という強い後押しで角膜治療の権威がいるスイスに渡り、無事に帰国。その直後のテストで無事「数の上杉」に返り咲いた。またこの時、原作では同時にレーシック手術も行ったため、視力回復によりレンズのない伊達眼鏡をかけるようになっている。両親が開業医のため、日常会話で医療関係の話が飛び交うらしく医薬品や身体関連、心理学にも詳しい。その為、付き合いが長い黒木から時おり「上杉先生」と呼ばれている。
両親(特に母親は彼の成績はおろか友人関係にまで口を挟んでくる毒親と差し支えないレベル)とはかなり折り合いが悪く、早く独立したいと思っている。
小塚 和彦（こづか かずひこ）
声 - 市来光弘
誕生日︰10月22日 星座︰天秤座 血液型︰A型 好きな色︰マラカイトグリーン 性格︰おっとりしていて優しい。自分の特技・趣味にはとことん没頭する。
小学6年生（第1巻時点）⇒中学1年生（第3巻以降）⇒高校1年生（妖精チームG）
「社理(シャリ)の小塚」
アーヤ、若武、黒木、上杉とは特別クラスのクラスメート。クラスは三谷C。運動が苦手でありサッカーチームKZには属してはいないが、塾内では彼らに匹敵するほどの有名人。赤茶色の髪と顔にうっすら浮かんだそばかすが特徴。
社会と理科の知識で右に出る者はおらず。父親(名︰小塚 和人)がDNAや遺伝子配列などを調べる研究所を所有しており､「KZ」ではそこを借りて現場で採取した証拠品の分析や特定を担当。動植物や地理関係に詳しく、かなりの博識を誇る。
おっとりとした性格でいつも明るく笑っているムードメーカー。その反面、かなりの心配性かつ優柔不断で「KZ」の間で揉め事が起こると一人おろおろしている事が多いが、アーヤに若武から伝えられた集合連絡を回したり、一言多い若武や素っ気ない上杉に変わって言いたい事や内情を代弁してフォローに回る役目も担ったりしている。
父親が海外出張で家を空けがちな上に父方の叔母（妹）3人と同居している女系家族のため、家では少しばかり肩身の狭い思いをしている。またこのせいで女性が苦手気味になっていたが、アーヤと出会ってからは克服しつつある模様。
父方の叔母達がお菓子作りが好きで食べるので少し太ってしまう。
美門 翼（みかど たすく）
第13巻『ハート虫は知っている』事件からアーヤのクラスにやってきた美貌のパーフェクトな転校生で、アーヤのクラスメート。バスケ部所属。最新刊時点では黒木、小塚、上杉と同じ開生中学校にいる。
親が転勤族の為、転校が多く前の学校ではバレー部に所属していた。成績に至っては全国模試でトップ10に入る程で、全教科で満遍なく稼ぐタイプ。嗅覚がとても鋭く、「お姫様ドレスは知っている」からは小塚が作った特別なマスクをかけている。また、一度覚えたことは忘れないという驚異的な記憶力を持つ。アーヤとは境遇が似ているため、心の友。しかし、「消えた黒猫は知っている」であることが原因で突然アーヤと絶交してしまった。人とのつながりを育ててみたいと思い、第16巻でKZチームに入団。嗅覚と歴史のエキスパート。
何か特出した特技を見つけたいとして第20巻でハイスペック精鋭ゼミナールに移り、サッカーチームKZを抜ける。しかし、代わりにハイスペックのサッカーチームHSに入団しいつかは若武をコテンパンにやっつけてみたいと思っている。このように、若武とはいいライバル関係とも言える。
祖父がアメリカ人で祖母がフランス人という、クオーターでもない不思議な血筋で、アーヤたちからは「グローバルな血筋」といわれている。
「ブラック保健室は知っている」で登場した新城と付き合いに支障が出るからと探偵チームを退団した。
が2022年発刊の「つぶやく死霊は知っている」で再入団した。
七鬼 忍（ななき しのぶ）
第20巻『妖怪パソコンは知っている』で登場。
アーヤのクラスメートで、元は不登校生だったが、父親の会社が倒産し、自由な時間が増えた事から学校に来るようになる。妖怪の血を引く一族の末裔。そのため婚約者がおり、KZのメンバーもそれを知っている。紫色の髪と菫色の目からは怪しげな雰囲気を漂わせている。妖術使い。七鬼家は代々目の中央が紫であることが、わかっていて、七鬼もそれを受け継いでいる。髪を延ばしているのは霊感を高めるためらしい。髪はサラサラすぎてゴムで結んでもとれてしまうときがある。そして結構天然なところがある。天然なところとカッコいいところとのギャップがとても違うため、ファンが多い。学校では天然だということを気づかれていない。日本の神様のことをよく知っている。あと、「それは正義が許さない」により、忍という名前は仮であとから「隆」という字をいれた名前になるらしい。ITの天才で、人工知能の開発を手がけている。その繋がりで上杉とは気が合い、親しい関係を持つ。好きな食べ物は餡パンで、一日に36こ食べたことがある。かなりの餡パンマニア。さらにミカンの木を実家から持ってくるなどのミカンオタクでもある。

### 「KZ」メンバーの親族・同級生
立花 奈子（たちばな なこ）
声 - 朝日奈丸佳
アーヤの妹。小学1年生（第1巻時点）→小学2年生（第3巻以降）→小学5年生（妖精チームG）。
可愛らしく、姉とは反面的に社交的で天真爛漫な為母親から気に入られている。だが、一度言ったことは曲げないというかなりの頑固体質。智之という幼稚園からのボーイフレンドがいるが、後に転校してしまったため自然消滅。『妖精チームG』シリーズでは主人公で小学5年生。若武から「ミニ立花」と呼ばれている事から姉と容姿は似ている点があるらしい。また、頑固な性格にも拍車がかかり、そこも姉に似てきた。
立花 裕樹（たちばな ゆうき）
声 - 中島ヨシキ
アーヤの兄。身長183cm。ラグビーと短距離走をやっている。
有名な公立高校に通っており、文武両道な上に容姿端麗でかなりモテる。絶賛反抗期中なのか家族とは滅多に口をきかない。奈子によると、女性そのものを嫌悪している気質がある。
「消えた自転車は知っている」で意外と鈍感で単純なことが発覚する。
『妖精チームG』では東大生。卒業後の進路として、ハーバード大学大学院への進学を視野に入れている。また、アイドルのバックダンサーをしていたことが、『アイドル王子は知っている』で発覚する。(ボーカルのカイト王子・高宮さんとは友達だということが判明している。)
彩のママ
声 - 小林沙苗
アーヤの母親。専業主婦。
成績優秀な裕樹と可愛い盛りの奈子にばかり目を掛けており、アーヤの事を少々ないがしろにしている節がある｡「女性の幸せは結婚」かつ「いい社会人になるにはいい学校でいい成績を取る事が必須」という、ある意味箔つけ至上主義な価値観の持ち主であり、これがアーヤを家庭で孤立させている要因に繋がっている。そして黒木をとても気に入っている。
砂原 翔（すなはら　かける)
声 - 梶裕貴
誕生日︰9月18日 星座︰乙女座 血液型︰O型 好きな色︰ミッドナイトブルー 性格︰とっつきにくいが、心を開いた人には甘い。
アーヤの同級生で、入学当時座席は隣同士だった。
不良じみた言動が目立ち、アーヤを除いた他のクラスメートからは敬遠されている。元秀明塾出身でサッカーチームKZにも所属していたが、上級生と揉め事を起こして補導された為に辞めている。その際秀明塾もチームもかなりの痛手を被ったためメンバーだった若武や上杉からは恨まれており、アーヤにも「あいつは危ないから近づくな」と忠告を与えている。
実際は正義感の強い友達思いの性格で、揉め事を起こした上級生は当時のクラスメートをいじめていたグループメンバーだった事が明かされる（原作では会社の不正をネタに砂原を脅迫しようとしていた社員の家族）。アーヤが菜穂に馬鹿にされていた所を助けた事がきっかけで仲良くなっていく。
「卵ハンバーグは知っている」事件で父親の経営する「砂原ミート」が不正を冒している事をアーヤから教えてもらい、自分にも少なからず影響が降りかかると知りながらも「自分から父親を説得する」と宣言。アーヤにも感謝の言葉と「友達の中に自分も入れて欲しい」と言い残し立ち去る。その後「砂原ミート」は倒産し、自身も転校という形で姿を消す。
その後「バレンタインは知っている」事件で再登場。不良グループと一緒にいる所を若武達が目撃する。それを聞いて心配になったアーヤが話をする為にバレンタインのチョコを持ってやって来るが、彼女を巻き込みたくない為にわざと冷たい態度をとる。不良グループに居たのは世話になっている親戚が騙し取られたお金を取り返す事と、小野塚達の悪事の証拠をつかむ為の潜伏捜査だった。それを知った小野塚に脅され証拠の入った携帯を壊されそうになるが、間一髪駆けつけた若武達の機転により救われる。その後警察に証拠を提出し不良グループは全員逮捕。砂原自身は事件介入が無かったため釈放され、アーヤに改めて事件とバレンタインのお礼を言い再び行方をくらます。
「クリスマスは知っている」、「赤い仮面は知っている」、「七夕姫は知っている」、「本格ハロウィンは知っている」、「コンビニ仮面は知っている」、「学校の影ボスは知っている」「君にキュンキュンピンクのハートは知っている」でも登場している。(「恋する図書館は知っている」では七鬼に電話をかけてきていたことが七鬼を通して分かっている。)
武田 菜穂（たけだ なほ）
声 - 芹澤優
アーヤの同級生で、クラスを取り仕切っているグループリーダーの一人。
アーヤが「KZ」メンバーと仲が良い事を妬み、取り巻きと一緒に馬鹿にしたりしていじめている。いわゆる威勢が良いのは見かけだけの人物のようで、砂原に凄まれたりアーヤに軽くあしらわれた時は罰の悪そうな表情をしていた。
「初恋は知っている 若武編」では、自身の悪癖と身内が絡んだ事件に関わり助けてもらった事で分かり合えた様らしく、アーヤに「仲良くしよう」と言っている。
美坂 薫（みさか かおる）
声 - 藤村歩
アーヤの担任の先生。
「ブラック教室は知っている」でアーヤ達が在籍するA組からB組の担任になる。心臓が弱い。
佐田 真理子(さた まりこ)
アーヤの同級生。名前は｢ハート虫は知っている｣から登場。学園を去った武田菜穂に変わり、グループを引き継ぐ形でグループリーダーとなった。そのグループが崩壊してからは、アーヤと仲良くしている。また、翼などKZメンバー（小塚君以外）に好意を持っている。かっこいい男子にものすごく弱い。アーヤには「マリン」と呼ばれている。実はほうれん草が苦手。
片山 悠飛  (かたやま ゆうひ)
アーヤとは違うクラスの男子。「危ない誕生日ブルーは知っている」から登場。新玉中央リトルの4番、打率５割を超えるスラッガーであり、野球部所属。浜田中文芸部の特別顧問も掛け持ちしていたが、「君にキュンキュン　ピンクのハートは知っている」で野球に専念するため辞めた。初対面のアーヤの作品を勝手に読み「ペラいな」と言うなど、かなりサバサバしている。責任感があり、正義感が強い一面がある一方で、ワイルドでヤンチャな顔を見せる時もある。小4から小5までヤンキーだったが、野球をするために小6から離脱した。黒木と同じくらいの背丈でヤンキー連中との喧嘩には負けたことがない。また、成績優秀で定期考査では毎回10位以内に入っている。
シングルマザーの母親との二人暮らし。駅に直結した高級マンションに住んでいる。母親から小学生の頃虐待されていた。
イケメンで学年一のモテ男。校内外にファンクラブがあるほどの人気でアーヤも好みの顔、一目惚れしそうになったと独白している。「恋する図書館は知っている」や「君にキュンキュンピンクのハートは知っている」「美少年カフェは知っている」でアーヤに告白したが断られた。その他にもなにかと好意を仄めかすような言動をしている。
「危ない誕生日ブルーは知っている」「コンビニ仮面は知っている」「ブラック教室は知っている」「恋する図書館は知っている」「学校の影ボスは知っている」「呪われた恋話は知っている」「シンデレラ階段は知っている」「カレンダー吸血鬼は知っている」「地獄の金星ボスママは知っている」「君にキュンキュンピンクのハートは知っている」「美少年カフェは知っている」「君が残した贈りもの」で登場している。
「君が残した贈りもの」で高校2年生時に骨髄異形成症群、白血病で死亡したことが判明した。また、高校は浜田ではない私立高校に進学していた。

### 事件に関わる人たち
※ここではアニメ版のみ記載。
砂原の父
声 - 金光宣明
砂原の父親で大手食品加工会社「砂原ミート」の社長。
何らかの形で働き口を失った人を自社に引き入れ、親族から家族に至るまで支援を行うなど非常に社員思い。
「卵ハンバーグは知っている」事件で息子から社員の不正を聞き、他方に影響が及ぶと知りながらも不正を暴露し謝罪、結果「砂原ミート」は倒産した。それから刑務所に入ったが「七夕姫は知っている」で死亡が判明した。
TAKANE
声 - 武虎
「裏庭は知っている」事件の犯人。眼鏡を掛けた中年の男性。
集めた庭のゴミを若武が通う中学校の裏庭に捨てたり、公園などのゴミ箱から空き缶を集めては廃品回収に勝手に売ったりするなど近所でも有名な迷惑人。挙げ句の果てに裏庭にゴミを捨てた事を若武から指摘されると、股間をけり、証拠写真を撮った携帯を目の前で叩き壊した上に「ガキが舐めたマネをするな」と食ってかかるなどKZシリーズ内でもかなりの外道で卑劣者。
元は派遣の警備員の仕事をしており、仕事先の美術館で猛毒の蝶の標本を盗んだ強盗犯の一味。仲間の一人が毒に当てられて救急車で運ばれ、その事で警官に詰問されていた時に若武からゴミの事を暴露され逮捕された。
なお､「TAKANE」という名は自宅の表札表記であり漢字表記は不明。
小野塚（おのづか）
声 - 大畑伸太郎
「バレンタインは知っている」事件の犯人。小太りの男で不良グループの一人。
秀明塾出身で元サッカーチームKZのOBだがかなり素行が悪く、何度も試合で卑怯な手を使って相手に怪我を負わせ退団させられた。そのせいで若武は大やけどをさせられ、上杉は先生の𠮟責を食らった。裏で「ファントムX」と名乗って不良達に情報を流し、自分は一切手を汚さず他のメンバーに恐喝や暴行、果ては振り込め詐欺などを行わせ、さらには銀行強盗まで企んでいた。
潜伏していた砂原を脅し携帯を水没させて証拠の揉み消しを図ろうとしたが、間一髪で駆けつけた「KZ」に阻まれ、追いかけていた矢先に警察に捕まり、砂原の証拠も合わさってメンバー共々逮捕された。

## 既刊一覧

### 探偵チームKZ事件ノートシリーズ
- 住滝良（文）・藤本ひとみ（原作）・駒形（絵） 『探偵チームKZ事件ノート』 講談社〈青い鳥文庫〉、既刊44巻、発売予定一巻（2025年3月28日現在）
  1. 「消えた自転車は知っている」2011年3月10日発売、ISBN 978-4-06-285202-9
  2. 「切られたページは知っている」2011年4月11日発売、ISBN 978-4-06-285209-8
  3. 「キーホルダーは知っている」2011年5月26日発売、ISBN 978-4-06-285215-9
  4. 「卵ハンバーグは知っている」2011年11月10日発売、ISBN 978-4-06-285258-6
  5. 「緑の桜は知っている」2012年3月15日発売、ISBN 978-4-06-285279-1
  6. 「シンデレラ特急は知っている」2012年7月12日発売、ISBN 978-4-06-285300-2
  7. 「シンデレラの城は知っている」2012年8月9日発売、ISBN 978-4-06-285305-7
  8. 「クリスマスは知っている」2012年11月9日発売、ISBN 978-4-06-285318-7
  9. 「裏庭は知っている」2013年3月14日発売、ISBN 978-4-06-285344-6
  10. 「初恋は知っている 若武編」2013年7月11日発売、ISBN 978-4-06-285367-5
  11. 「天使が知っている」2013年11月14日発売、ISBN 978-4-06-285383-5
  12. 「バレンタインは知っている」2013年12月12日発売、ISBN 978-4-06-285399-6
  13. 「ハート虫は知っている」2014年3月13日発売、ISBN 978-4-06-285415-3
  14. 「お姫さまドレスは知っている」2014年7月10日発売、ISBN 978-4-06-285433-7
  15. 「青いダイヤが知っている」2014年10月9日発売、ISBN 978-4-06-285448-1
  16. 「赤い仮面は知っている」2014年12月11日発売、ISBN 978-4-06-285462-7
  17. 「黄金の雨は知っている」2015年3月14日発売、ISBN 978-4-06-285473-3
  18. 「七夕姫は知っている」2015年7月11日発売、ISBN 978-4-06-285503-7
  19. 「消えた美少女は知っている」2015年10月10日発売、ISBN 978-4-06-285521-1
  20. 「妖怪パソコンは知っている」2016年3月10日発売、ISBN 978-4-06-285543-3
  21. 「本格ハロウィンは知っている」2016年7月8日発売、ISBN 978-4-06-285571-6
  22. 「アイドル王子は知っている」2016年12月8日発売、ISBN 978-4-06-285600-3
  23. 「学校の都市伝説は知っている」2017年3月10日発売、ISBN 978-4-06-285611-9
  24. 「危ない誕生日ブルーは知っている」2017年7月6日発売、ISBN 978-4-06-285638-6
  25. 「コンビニ仮面は知っている」2017年12月7日発売、ISBN 978-4-06-285673-7
  26. 「ブラック教室は知っている」2018年3月8日発売、ISBN 978-4-06-285684-3
  27. 「恋する図書館は知っている」2018年7月14日発売、ISBN 978-4-06-512265-5
  28. 「消えた黒猫は知っている」2018年12月16日発売、ISBN 978-4-06-514078-9
  29. 「学校の影ボスは知っている」2019年3月14日発売、ISBN 978-4-06-515022-1
  30. 「校門の白魔女は知っている」2019年8月10日発売、ISBN 978-4-06-516530-0
  31. 「呪われた恋話は知っている」2019年12月11日発売、ISBN 978-4-06-518072-3
  32. 「ヤバイ親友は知っている」2020年3月11日発売、ISBN 978-4-06-518982-5
  33. 「ブラック保健室は知っている」2020年7月15日発売、ISBN 978-4-06-520311-8
  34. 「初恋は知っている 砂原編」2020年12月16日発売、ISBN 978-4-06-521630-9
  35. 「カレンダー吸血鬼は知っている」2021年3月10日発売、ISBN 978-4-06-522750-3
  36. 「シンデレラ階段は知っている」2021年7月14日発売、ISBN 978-4-06-523902-5
  37. 「心霊スポットは知っている」2021年12月16日発売、ISBN 978-4-06-526100-2
  38. 「地獄の金星ボスママは知っている」2022年3月9日発売、ISBN 978-4-06-526959-6
  39. 「つぶやく死霊は知っている」2022年7月13日発売、ISBN 978-4-06-528394-3
  40. 「君にキュンキュンピンクのハートは知っている」2023年3月20日発売、ISBN 978-4-06-531005-2
  41. 「モテる男女ランキングは知っている」2023年7月23日発売、ISBN 978-4-06-532135-5
  42. 「美少年カフェは知っている」2024年3月13日発売
  43. 「イケメン深海魚は知っている」2024年9月11日発売
  44. 「かがやきの黒アゲハは知っている」2025年3月12日発売
  45. 「しまかぜの桜マカロンは知っている」2025年7月9日発売予定

### 妖精チームG事件ノートシリーズ
- 住滝良（文）・藤本ひとみ（原作）・清瀬赤目（絵） 『妖精チームG事件ノート』 講談社〈青い鳥文庫〉、既刊3巻（2016年5月13日現在）
  1. 「クリスマスケーキは知っている」2014年11月13日発売、ISBN 978-4-06-285452-8
  2. 「星形クッキーは知っている」2015年5月14日発売、ISBN 978-4-06-285491-7
  3. 「五月ドーナツは知っている」2016年5月13日発売、ISBN 978-4-06-285556-3

### KZ'Dシリーズ
KZシリーズ初の文芸書出版。時空系列は『探偵チームKZ事件ノート』より、一学年上になっている（一部『探偵チームKZ事件ノート』と時空系列は同じ）。『探偵チームKZ事件ノート』と同様の 青い鳥文庫化もしている。本作は若武たち4人にスポットを当てているためほとんど七鬼は登場しない（一部登場）。
- 藤本ひとみ 『KZ’ Deep File』 講談社、既刊4巻（2017年11月22日現在）
  1. 「青い真珠は知っている」2015年12月18日発売、ISBN 978-4-06-219852-3
  2. 「桜坂は罪をかかえる」2016年10月10日発売、ISBN 978-4-06-220268-8
  3. 「いつの日か伝説になる」2017年5月25日発売、ISBN 978-4-06-220559-7
  4. 「断層の森で見る夢は」2017年11月22日発売、ISBN 978-4-06-220823-9

### KZ'Uシリーズ
文芸書出版。時空系列は『妖精チームG事件ノート』と同じ。 KZ'Dシリーズと同じく男子メンバーがメインで七鬼たちは登場していないが、アーヤは第3巻から登場する。
- 藤本ひとみ 『KZ Upper File』 講談社、既刊5巻（2023年2月22日現在） 
  1. 「失楽園のイヴ」2018年6月21日発売）ISBN 978-4-06-511847-4
  2. 「密室を開ける手」2019年7月11日発売）ISBN 978-4-06-516541-6
  3. 「数学者の夏」2020年9月9日発売）ISBN 978-4-06-520848-9
  4. 「死にふさわしい罪」2021年10月27日発売、ISBN 978-4-06-525785-2
  5. 「君が残した贈りもの」2023年2月22日発売、ISBN 978-4-06-530642-0

### それは正義が許さない!
関連作品。七鬼忍の実家を舞台に、警護係の主人公・桃子が梅子と桜子と共に事件を解決するという内容。
- 住滝良（文）・藤本ひとみ（原作）・茶乃ひなの（絵） 『それは正義が許さない!』 講談社〈青い鳥文庫〉、既刊2巻（2022年5月11日現在）
  1. 「真珠島の神隠し」2022年4月13日発売、ISBN 978-4-06-527592-4
  2. 「恐ろしの寮と消えた部員」2022年5月11日発売、ISBN 978-4-06-527810-9

### ノベライズ
アニメで放送されたストーリーを再小説化したもの。
- 山田由香、ふでやすかずゆき、市川量也（著） 『探偵チームKZ事件ノート アニメ全4作16話完全ノベライズ版』 講談社〈単行本〉、2016年2月16日発売、ISBN 978-4-06-219955-1

### KZ少年少女ゼミナール
本作のオリジナル版。1992年から1993年にかけて刊行された。
- 藤本ひとみ（著）・いのまたむつみ（イラスト）、集英社〈コバルト文庫〉、全3巻
  1. 『KZ少年少女ゼミナール 友愛クエスト』1992年4月発売、ISBN 4-08-611625-1
  2. 『KZ少年少女ゼミナール 親友アイテム』1992年10月発売、ISBN 4-08-611694-4
  3. 『KZ少年少女ゼミナール〈中学編〉 初恋プロセス』1993年4月発売、ISBN 4-08-611736-3

## 漫画版
『なかよし』（講談社）2015年11月号より2016年2月号まで『消えた自転車は知っている』を、2016年5月号より7月号まで『キーホルダーは知っている』のコミカライズを連載。作画は桜倉メグ。
- 『探偵チームKZ事件ノートI 消えた自転車は知っている』2015年12月28日発売[3]、ISBN 978-4-06-364493-7
- 『探偵チームKZ事件ノートII キーホルダーは知っている』2016年3月23日発売[5]、ISBN 978-4-06-391503-7

## テレビアニメ
2015年10月から2016年1月までNHK Eテレの「天てれアニメ」枠にて、10分枠の短編アニメとして放送された。2016年2月から3月まで『探偵チームKZ事件ノート・選』と題して同枠で一部話数が再放送された。
当アニメでは作画作業をTVPaintによる完全デジタル環境で行っている（動画に関してはアナログ環境）。

### スタッフ
- 原作 - 藤本ひとみ、住滝良
- キャラクター原案 - 駒形
- 監督 - 市川量也
- シリーズ構成 - 山田由香
- 脚本 - 山田由香、ふでやすかずゆき、市川量也
- キャラクターデザイン・総作画監督 - 松浦有紗
- 美術監督 - 高田真理
- 撮影監督 - 石山智之
- 音楽 - 都田和志
- 音響監督 - 伊藤巧
- プロデューサー - 五味秀晴、高島恒雄、竹山和宏、森下勝司
- アニメーションプロデューサー - 上野剛仁
- アニメーション制作 - シグナル・エムディ
- 製作 - 探偵チームKZ事件ノート製作委員会（講談社・ソニー・ミュージックエンタテインメント・東急エージェンシー・図書印刷）

### 主題歌
「難解!ミステリー」
作詞・作曲・編曲 - 井上ジョー / 歌 - ダイアナガーネット

### 各話リスト
| 話数   | サブタイトル                   | 脚本             | 絵コンテ          | 作画監督 | 放送日         |
| ------ | ------------------------------ | ---------------- | ----------------- | -------- | -------------- |
| 第1話  | 消えた自転車は知っている その1 | 山田由香         | 市川量也 高田真理 | 蔦佳穂里 | 2015年 10月7日 |
| 第2話  | 消えた自転車は知っている その2 | 山田由香         | 市川量也 高田真理 | 蔦佳穂里 | 10月14日       |
| 第3話  | 消えた自転車は知っている その3 | 山田由香         | 高田真理          | 蔦佳穂里 | 10月21日       |
| 第4話  | 消えた自転車は知っている その4 | 山田由香         | 高田真理          | 高田真理 | 10月28日       |
| 第5話  | 卵ハンバーグは知っている その1 | ふでやすかずゆき | 高橋理恵          | 高田真理 | 11月4日        |
| 第6話  | 卵ハンバーグは知っている その2 | ふでやすかずゆき | 蔦佳穂里          | 蔦佳穂里 | 11月11日       |
| 第7話  | 卵ハンバーグは知っている その3 | ふでやすかずゆき | 高田真理          | 高田真理 | 11月18日       |
| 第8話  | 卵ハンバーグは知っている その4 | ふでやすかずゆき | 高田真理          | 高田真理 | 11月25日       |
| 第9話  | 裏庭は知っている その1         | ふでやすかずゆき | 蔦佳穂里          | 蔦佳穂里 | 12月2日        |
| 第10話 | 裏庭は知っている その2         | ふでやすかずゆき | 大西佑希          | 蔦佳穂里 | 12月9日        |
| 第11話 | 裏庭は知っている その3         | 山田由香         | 高田真理          | 高田真理 | 12月16日       |
| 第12話 | 裏庭は知っている その4         | 山田由香         | 高田真理          | 高田真理 | 12月23日       |
| 第13話 | バレンタインは知っている その1 | 市川量也         | 蔦佳穂里          | 蔦佳穂里 | 2016年 1月6日  |
| 第14話 | バレンタインは知っている その2 | 市川量也         | 蔦佳穂里          | 蔦佳穂里 | 1月13日        |
| 第15話 | バレンタインは知っている その3 | 山田由香         | 高田真理          | 高田真理 | 1月20日        |
| 第16話 | バレンタインは知っている その4 | 山田由香         | 高田真理          | 高田真理 | 1月27日        |

### 放送局
| 放送期間                      | 放送時間           | 放送局    | 対象地域 | 備考                  |
| ----------------------------- | ------------------ | --------- | -------- | --------------------- |
| 2015年10月7日 - 2016年1月27日 | 水曜 18:45 - 18:54 | NHK Eテレ | 日本全域 | Let's天才てれびくん内 |